# Туристичеський Пансіонат «Клязмінське водохранилище»
Туристи́чеський Пансіона́т «Кля́змінське водохрани́лище» (рос. Туристический Пансионат «Клязминское водохранилище») — селище у складі Митищинського міського округу Московської області, Росія.
Стара назва - Турпансіонат Клязмінське водохранилище.

## Населення
Населення — 1520 осіб (2010; 1295 у 2002).
Національний склад (станом на 2002 рік):
- росіяни — 97 %